# Thomas Weyland
Sir Thomas Weyland (* um 1230; † Januar 1298 in Brundon) war ein englischer Ritter und Richter. Von 1278 bis 1289 war er Chief Justice of the Common Bench.

## Herkunft und Geschwister
Thomas Weyland war der dritte Sohn des Grundbesitzers Herbert Weyland aus Essex und dessen Frau Beatrice. Seine Mutter war eine Tochter von Stephen of Witnesham. Zusammen mit ihren fünf Schwestern erbte sie nach dem Tod ihres Vaters dessen kleines Gut Witnesham bei Ipswich in Suffolk. Weylands ältester Bruder John wurde Geistlicher. Von etwa 1244 bis zu seinem Tod 1259 war er als Richter am Common Bench tätig war. Sein zweitältester Bruder William diente ab 1248 als Beamter und Richter in England und Irland. Weylands jüngerer Bruder Richard diente ab etwa 1265 in East Anglia als Verwalter im Dienst mehrerer Magnaten, darunter des Earl of Norfolk, von John de Burgh und des Kathedralpriorats von Ely und der Abtei Bury St Edmunds. Er starb 1296 oder 1297.

## Aufstieg zum königlichen Richter
Thomas Weyland wird erstmals 1251 als Anwalt seines ältesten Bruders John genannt. 1258 erwarb er für 100 Mark das Gut von Chillesford in Suffolk, und 1259 zahlte er weitere 300 Mark für den Kauf des Guts von Blaxhall in Suffolk. Dabei ist unklar, wie er als jüngerer Sohn eines kleineren Grundbesitzers diese erheblichen Summen aufbringen konnte. Über eine juristische Ausbildung von Weyland ist nichts unbekannt, und es gilt als unwahrscheinlich, dass er wie sein ältester Bruder John als Geistlicher am Gericht tätig war. Er war zwar wohl zunächst ebenfalls Geistlicher geworden, doch heiratete er um 1266 Anne, eine Tochter von Richard de Coleville. Vor 1270 wurde er dazu zum Ritter geschlagen. Möglicherweise war er als junger Mann zunächst als Verwalter im Dienst mehrerer Magnaten tätig gewesen, doch erst gegen Ende der Herrschaft von König Heinrich III. wird er 1272 als Verwalter im Dienst von Roger Bigod, 5. Earl of Norfolk und dessen Schwager John fitz John erwähnt, bevor er reisender Richter des Königs wurde. Zu Michaelis 1274 diente Weyland als Richter am Common Bench. Zunächst war er Richter Roger of Seaton unterstellt, ehe dieser im Sommer 1278 sein Amt niederlegte. 

## Chief Justice of the Common Bench
Nach dem Ausscheiden von Roger of Seaton wurde Weyland dessen Nachfolger als Chief Justice of the Common Bench. Aus seiner Amtszeit als oberster Richter ist erstmals eine nennenswerte Zahl von Akten und Urkunden des Common Bench erhalten. Diese zeigen, dass Weyland über ein klares Rechtsverständnis verfügte und zusammen mit William of Brompton erheblichen Einfluss auf die Rechtsprechung hatte. In geringem Umfang galt er seinen Zeitgenossen als korrupt, doch nach seinem Ausscheiden aus dem Amt kam es zu zahlreichen weiteren Klagen über seine Urteile. Von diesen Klagen waren zwar nicht alle, aber doch einige offensichtlich berechtigt. Vor allem ein Fall, in dem er in einen Rechtsstreit um Grundbesitz eingriff, war auch damals klar widerrechtlich. In den Rechtsstreit war ein Verwandter von ihm verwickelt, und anscheinend wurde Weyland für diese Rechtsbeugung mit einem Anteil an dem umstrittenen Besitzes belohnt. Auch sonst konnte er während seiner Amtszeit als Chief Justice seinen Landbesitz erheblich erweitern. Zwischen 1278 und 1289 gab er durchschnittlich £ 150 pro Jahr für Grunderwerb aus. Dieses Geld konnte er zum Teil aus seinen rechtmäßigen Einkünften als Richter aufbringen, dazu konnte er 1274 seine Einkünfte aus Grundbesitz auf mindestens £ 150 pro Jahr verdreifachen, nach dem er die Besitzungen seines Bruders William in England und Irland geerbt hatte. Dennoch scheint Weyland auch einen Teil der Bestechungsgelder, die er offensichtlich erhalten hatte, in Grundbesitz angelegt zu haben. Allein in seiner Heimat Suffolk erwarb er sieben weitere Güter oder größere Ländereien, drei umfangreiche Besitzungen erwarb er in Essex, und weitere verstreute Besitzungen erwarb er in weiteren Teilen Englands. Dazu hatte Weyland vor 1276 in zweiter Ehe Margaret geheiratet, die Witwe von John of Moze. Sie hieß vermutlich zuvor Filliol und brachte ein stattliches Wittum mit in die Ehe, das ihr lebenslang zustand.

## Absetzung und Verurteilung
Zur Absetzung von Weyland führte jedoch nicht seine fehlerhaften Urteile. Am 20. Juli 1289 töteten zwei seiner Diener während eines Jahrmarkts einen Mann. Möglicherweise wurden sie betrunken in eine Schlägerei verwickelt,  doch wahrscheinlicher ist, dass der Mann getötet wurde, weil er einer rivalisierenden Gruppe innerhalb des Gefolges des Earls of Norfolk verwickelt war. Innerhalb des Gefolges des Earls war es zu erbitterten Auseinandersetzungen um Macht und Einfluss gekommen, und Weyland war als ein enger Ratgeber des Earls wahrscheinlich in den erbittert geführten Machtkampf verwickelt. Der Getötete, der als William Carwel, Carewel the Forester oder Carewel the Parker of Framlingham bezeichnet wurde, stammte aus Irland, gehörte aber ebenfalls zum Gefolge des Earls of Norfolk und lebte in Suffolk. Als Weylands Diener auf sein Gut Monewden zurückkehrten, ließ er sie nicht verhaften, obwohl er von dem Totschlag erfuhr. Der Earl of Norfolk verlangte jedoch eine Bestrafung der Täter, worauf am 4. September 1289 eine Untersuchungskommission eingesetzt wurde. Daraufhin wurden die beiden Täter verhaftet, verurteilt und am 14. September in Melton in Suffolk als Mörder gehängt. Zwar wurde Weyland nicht beschuldigt, dass er den Mord angeordnet hätte, aber die Untersuchungsrichter beschuldigten den Chief Justice, die Mörder gedeckt zu haben. Ein Beamter des Sheriffs verhaftete Weyland daraufhin in Witnesham, doch dieser konnte dann in der Nacht entkommen und in die Franziskanerniederlassung Babwell vor den Toren von Bury St Edmunds flüchten. Dort trat er rasch in den Franziskanerorden ein. Als König Eduard I. davon erfuhr, wollte er nicht das Kirchenasyl von Babwell verletzen, sondern befahl, die Niederlassung auszuhungern. Nachdem die Franziskanerbrüder die Niederlassung verlassen durften, musste sich Weyland schließlich ausgehungert Mitte Januar 1290 ergeben. Vermutlich unter der Zusicherung des freien Geleits wurde er in den Tower of London gebracht. Nachdem er bislang nur von seinem Amt suspendiert gewesen war, wurde er nun entlassen, dazu wurde er im Tower vor die Wahl gestellt, entweder zu ständiger Haft verurteilt zu werden oder ins Exil zu gehen. Er wählte natürlich das Exil, worauf er während der Verhandlung gegen ihn am 20. Februar 1290 im Tower schwören musste, England zu verlassen und ohne die ausdrückliche Genehmigung des Königs weder dorthin noch in eine der anderen Besitzungen des Königs zu gehen. Dann wurden ihm neun Tage gewährt, um zu Fuß noch Dover zu gehen und um das Land zu verlassen. Auch Roger of Leicester, John de Lovetot und William Brompton, die als Richter am Common Bench Weyland unterstellt gewesen waren, wurden vor dem 20. Januar 1290 entlassen. Sie wurden wenige Wochen später zu hohen Geldstrafen verurteilt, weil sie 1288 Vergehen von Weyland geduldet hätten.

## Exil und Begnadigung
Weylands Ländereien in England und Irland sollten an den König fallen, der Weylands Frau Margaret gnädigerweise erlaubte, ihr Wittum und ihren persönlichen Besitz zu behalten. Weyland musste schwören, auf seine Rechte darauf zu verzichten. Da Weyland aber bereits verfügt hatte, dass bis auf drei Güter seine Besitzungen zur Versorgung seiner Kinder bestimmt waren, wurde der Großteil seiner Ländereien letztlich nicht beschlagnahmt. Dies führte dazu, dass Weyland auch im Exil noch aus fast allen seinen Ländereien Einkünfte beziehen konnte. Zwar kam es zu langwierigen Prozessen gegen mehrere Magnaten, die Ansprüche auf die Güter erhoben, doch nur der Earl of Gloucester konnte seinen Anspruch auf Chipping Sodbury in Gloucestershire durchsetzen. Weyland selbst wohnte spätestens ab 1292 in Paris. Er gehörte zu den Juristen, die auf die Bitte eines königlichen Gesandten 1292 eine Einschätzung zum schottischen Thronfolgestreit abgaben. Dabei empfahl er, Schottland unter den drei aussichtsreichsten Thronbewerbern Brus, Balliol und Hastings aufzuteilen, da er glaubte, dass Eduard I. aus dieser Teilung am meisten profitieren würde. Diese Idee wurde aber nicht weiter verfolgt. Vermutlich 1297 begnadigte der König Weyland, so dass er nach England zurückkehren konnte. Er starb wenig später auf einem Gut, das zum Wittum seiner Frau gehörte und wurde in der Prioratskirche von Woodbridge in Suffolk begraben.

## Ehen und Nachkommen
Aus seiner ersten Ehe mit Anna de Coleville hatte Weyland drei Kinder:
- John
- William
- Alina

Aus seiner zweiten Ehe mit Margaret of Moze hatte Weyland vier Kinder:
- Richard
- Elena
- Margaret
- Thomas